# Seznam písní Anety Langerové
Toto je seznam písní, které nazpívala Aneta Langerová.

## Seznam
poz. - píseň - interpret - (autor hudby/autor textu)
(h:/t:) - doposud nezjištěný autor hudby nebo textu
- (na doplnění)

## 0-9
- 17 - (Lars Andersson/Stephen Davies / Gábina Osvaldová)

## A
- Amor - (Aneta Langerová / Filip Horáček)

## D
- Delfín - (E. Linderbergh / Michael Blair/A. Karlegard / Pavla Milcová)
- Den - (Filip Horáček / Filip Horáček)
- Desetina - (Aneta Langerová / Aneta Langerová)
- Dokola - (Aneta Langerová / Aneta Langerová)

## H
- Hledám, mířím, netuším... - (Aneta Langerová / A. M. Almela / Aneta Langerová)
- Hříšná těla, křídla motýlí - (Oskar Petr / Oskar Petr)
- Hvězdy - (Ondřej Brzobohatý / Martin Hrubý)

## I
- Ironic - (h:/t:)

## J
- Jedináček - (Oskar Petr/Martin Ledvina / Oskar Petr/Martin Ledvina)
- Jiný sen - (Aneta Langerová/Michal Hrůza/A. M. Almela / Aneta Langerová)
- Jsem - (Tomáš Klus/Aneta Langerová / Tomáš Klus)

## K
- Když nemůžu spát - (Shep Salomon / Rick Neigher / Robert Nebřenský)

## L
- Letím ke hvězdám - (Maxover / Ramonis)

## M
- Malá mořská víla - (Aneta Langerová/Michal Hrůza / Jan P. Muchow / Dalibor Cidlinský Jr. / Michal Hrůza/Aneta Langerová)
- Motýl - (Aneta Langerová / Aneta Langerová)
- Možná -  (Aneta Langerová / Jan P. Muchow /  Michal Hrůza)

## N
- Nahá noc - (Erik Petersson / Anna-Lena Högdahl / Milan Princ)
- Nebe v loužích - (František Táborský / Tomáš Roreček)
- Němá - (Aneta Langerová / Aneta Langerová)

## P
- Paranoid - (Garbage / Garbage)
- Pár důvodů - (Robbie Williams / Ashley Hamilton/Kristian Ottestad / Robert Nebřenský)
- Podzim - (Aneta Langerová / Aneta Langerová)
- Pokušení - (Aneta Langerová/Martin Ledvina / Aneta Langerová/Martin Ledvina)
- Poplach - (Aneta Langerová/A. M. Almela / Aneta Langerová/A. M. Almela)

## S
- Skvělej nápad - (Vukomoanovie / Pavla Milcová)
- Slib mi dej - (Aneta Langerová / A. M. Almela / Lukáš Klofec)
- Spousta andělů - (Shep Salomon / Kara Dioguardi/Jimmy Harry / Pavla Milcová)
- Srdcotepec - (Tobias Gad / Jacqueline Nemorin / Oskar Petr)
- Stačilo říct - (Michal Hrůza / Michal Hrůza)
- SuperStar - (Ondřej Soukup / Oskar Petr)

## T
- Thank You - (Alanis Morissette / Alanis Morissette)

## U
- Už víš - (Martin Ledvina / Martin Ledvina)

## V
- V bezvětří - (Aneta Langerová / Filip Horáček)
- Veď mě dál - (Pavel Holý / Pavel Holý)
- Voda živá - (Michal Hrůza / Michal Hrůza)
- Vysoké napětí - (Aneta Langerová / Robert Nebřenský)
- Vzpomínka - (Aneta Langerová / Aneta Langerová)

## Y
- You're a creep - (Rick Kelly / Anthony Little)

## Z
- Zvláštní zájem - (Aberg/Tereffe/Nordell / Simona Ester Brandejsová)